# Fiktion (Recht)
Als Fiktion bezeichnet die Rechtswissenschaft die Anordnung des Gesetzes, tatsächliche oder rechtliche Umstände als gegeben zu behandeln, obwohl sie in Wirklichkeit nicht vorliegen. Hierbei kann die Fiktion das genaue Gegenteil der tatsächlichen Umstände als rechtlich verbindlich festlegen.
Eine Fiktion kann deshalb im Prozess auch nicht widerlegt oder entkräftet werden, da sie definitionsgemäß vom tatsächlichen Sachverhalt abweicht. Das Wort „gilt“ ist in Gesetzestexten ein Indiz für das Vorliegen einer Fiktion, sie kann sich aber auch in Legaldefinitionen verbergen.

## Beispiele
Klassisches Beispiel einer Fiktion ist die Regelung der Erbfähigkeit des Nasciturus in § 1923 BGB. Nach Absatz 1 der Vorschrift kann nur derjenige erben, der seinerseits zur Zeit des Erbfalls lebt – also derjenige nicht, der schon gestorben oder noch nicht geboren ist. Abweichend hiervon bestimmt dann aber Absatz 2: „Wer zur Zeit des Erbfalls noch nicht lebte, aber bereits gezeugt war, gilt als vor dem Erbfall geboren.“ Hier wird also dem in Wahrheit vorliegenden Sachverhalt eine Rechtsfolge beigegeben, die einem unwahren Sachverhalt entspricht.
Wie in diesem Fall handelt es sich bei gesetzlichen Fiktionen häufig um bloße Fragen der Regelungstechnik. Es wäre einfach umständlicher, etwa wie folgt zu formulieren: „Abweichend von Absatz 1 ist auch derjenige erbfähig, der zur Zeit des Erbfalls gezeugt, aber noch nicht geboren ist, aber nur dann, wenn er später dann auch wirklich lebend geboren wird.“ Bei derartigen Fiktionen erfolgt also die Gleichstellung des realen mit einem fiktiven Sachverhalt deshalb, weil die Anwendung der Rechtsfolgen des fiktiven Sachverhaltes auch für den realen Sachverhalt (oder unabhängig von diesem) als sachgerecht erscheint. Die sachliche bzw. personale Reichweite der Fiktion ist daher durch Auslegung zu ermitteln, wenn sie nicht ausdrücklich geregelt ist. Beispielsweise gilt außerhalb des Erbrechts das wirkliche Geburtsdatum, nicht das fiktive. Darauf wird z. B. die Geburtsurkunde ausgestellt (zur weiterreichenden Fiktion der Adoption s. u.).
Weiteres Beispiel für eine Fiktion ist § 105a Satz 1 BGB: „Tätigt ein volljähriger Geschäftsunfähiger ein Geschäft des täglichen Lebens, das mit geringwertigen Mitteln bewirkt werden kann, so gilt der von ihm geschlossene Vertrag […] als wirksam, sobald Leistung und Gegenleistung bewirkt sind.“ Ein Geschäftsunfähiger kann zwar an sich keinen wirksamen Vertrag abschließen (vgl. § 104, § 105 BGB). Um aber etwa einem erwachsenen geistig Behinderten (= volljähriger Geschäftsunfähiger) rechtlich zu ermöglichen, Brötchen zu kaufen oder ein Fahrrad für eine Inselrundfahrt zu mieten (= Geschäfte des täglichen Lebens, die mit wenig Geld, also geringwertigen Mitteln bewirkt werden können), stellt die Vorschrift die Fiktion auf, dass die üblichen Voraussetzungen für einen erfolgreichen Vertrag vorlägen, wie Freiwilligkeit und Einsicht in den Vertragsgegenstand.
Eines der häufigsten Beispiele für juristische Fiktion ist die Annahme als Kind. Sobald die Adoption ausgesprochen wurde, erlischt das Verwandtschaftsverhältnis zu einem oder beiden leiblichen Elternteilen, während die Adoptiveltern nun als leibliche Eltern angesehen werden, was durch die Ausstellung einer neuen Geburtsurkunde bekräftigt wird. Da der Rechtsakt natürlich am biologischen Verwandtschaftsverhältnis nichts zu ändern vermag, spricht man in diesem Zusammenhang von juristischer Fiktion.
Wegen einer Frage zur Relevanz einer Fiktion aus dem Alliierten Wiedergutmachungsrecht für heutiges Recht hat das Bundesverwaltungsgericht im August 2016 die Revision eines Urteils wegen grundsätzlicher Bedeutung zugelassen.

## Entstehungsgeschichte
Das Institut der gesetzlichen Fiktion stammt aus dem sakralen römischen Recht. Die Fiktion besteht in der bewussten Gleichsetzung unterschiedlicher Tatbestände. So wird etwas angenommen, was in Wahrheit (noch) nicht ist. Beispielsweise wird von einem Ungeborenen (nasciturus) so getan, als sei er bereits geboren (nasciturus pro iam nato habetur), um ihm eine Rechtsposition zu sichern. Die Fiktion erfordert einen hohen Abstraktionsgrad und stellt daher eine bedeutende rechtstechnische Errungenschaft dar.
Es wird vermutet, die Fiktion sei wie viele Rechtsinstitute aus der besonderen Form römischer Religiosität entstanden. Bei Opfern oder Weissagungen kam es nicht auf das religiöse Empfinden der Beteiligten, sondern auf die äußere Form an. Auch kleinere Täuschungen oder Schauspielereien waren deshalb nicht verpönt, wenn und weil die Beteiligten (einschließlich der verehrten Gottheiten) darum wussten: Die offensichtliche Täuschung war im Grunde gar keine. Um Opfertieren ihr sinnloses Leid im Feuer zu ersparen, wurden sie aus Teig gebacken und zur Scheinerfüllung hingegeben.
Dieser Gedanke, die Wirklichkeit könne unbeachtet bleiben, solange nur alle darum wissen, soll zur Entstehung der Fiktion als Rechtsinstitut beigetragen haben. Auch dort wird die Wirklichkeit nicht verbogen, sondern ignoriert, weil sie für die gesetzlich geregelte Frage ohne Bedeutung ist.

## Kritik
Juristische Fiktionen werden von verschiedenen Seiten angegriffen. Konkretem Rechtsdenken galten sie als eine wesentliche Ursache für die (behauptete) Lebensfremdheit oder Abstraktheit des Rechts. Hierbei wird der bloß regelungstechnische Charakter vieler Fiktionen verkannt. Das Befremden des rechtlichen Laien über die Fiktion – populäres Beispiel einer angeblich existierenden Vorschrift über Süßwaren: „Auch Osterhasen sind Weihnachtsmänner im Sinne dieses Gesetzes“ – ist nicht gerechtfertigt: Es wäre einfach unsinnig, für Schokoladenosterhasen ein neues Gesetz zu verabschieden, wenn doch einfach bereits bestehende Vorschriften entsprechend angewendet werden können.
Ähnlich gelagert ist folgendes Beispiel: In Deutschland findet sich in § 179 letzter Satz Zivilprozessordnung die Formulierung „Mit der Annahmeverweigerung gilt das Schriftstück als zugestellt.“ Für den Laien eine Kontradiktion, und auch manch Betroffener wird dies nicht einsehen wollen (abgesehen davon, dass das gängige zugestellt bereits ein gelesen und verstanden implizieren sollte).
Strengen Positivisten ist die Denkfigur der Fiktion suspekt, weil sie nur beschrieben werden kann, wenn man Voraussetzungen von Rechtsfolgen von ihrer Rechtfertigung unterscheidet.

## Abgrenzung
Fiktionen müssen von Vermutungen unterschieden werden. Keine Fiktion liegt insbesondere vor, wenn etwas als verbindlich anzusehen ist, was auch nur möglicherweise den tatsächlichen Umständen nicht entspricht (lateinisch Fictio cessat, ubi veritas locum habere potest ‚Eine Fiktion scheidet aus, wo die Wahrheit Platz greifen kann‘). Dann handelt es sich vielmehr um eine unwiderlegliche gesetzliche Vermutung. Ein Beispiel bildet § 1566 Abs. 2 BGB: „Es wird unwiderlegbar vermutet, dass die Ehe gescheitert ist, wenn die Ehegatten seit drei Jahren getrennt leben.“ Das Gericht wird hier also von der schwierigen Aufgabe befreit, eine Ehe daraufhin zu untersuchen, ob sie gescheitert ist. Tatsächlich wird das auf viele Ehen nach dreijähriger Trennung zutreffen, aber eben nicht notwendigerweise auf alle. Das Gesetz knüpft nicht an eine gegensätzliche Sachlage an, sondern umgekehrt an einen geradezu typischen Sachverhalt.
Die unwiderlegliche gesetzliche Vermutung wird allerdings häufig – ungenau – gleichfalls als Fiktion bezeichnet. Beispielsweise wird der Erbenbesitz nach § 857 BGB zu Unrecht als Fiktion bezeichnet, denn es kann durchaus sein, dass sich der Erbe im Zeitpunkt des Erbfalls im Besitz der vererbten Sache befindet. Auch die Bekanntgabevermutung in § 41 Abs. 2 Satz 1 VwVfG wird regelmäßig zu Unrecht als Fiktion bezeichnet. Denn es ist dem Adressaten des Verwaltungsakts (VA) unbenommen nachzuweisen, dass er den VA gar nicht oder erst nach dem Ablauf des dritten Tages nach der Abgabe des Briefes zur Post erhalten hat.